# AS Kunié
El AS Kunié es un equipo de fútbol de Nueva Caledonia en la ciudad de Koné. Actualmente se desempeña en la Superliga de Nueva Caledonia.

## Historia
Fue fundado el 19 de enero de 1958 en Koné y es uno de los campeones de la Superliga de Nueva Caledonia, conquistando 2 títulos en 1985 y en 1992. Fue uno de los fundadores de la Superliga formada en 2012.

## Palmarés
- Superliga de Nueva Caledonia: 2

1985, 1992